# Bourges
Bourges is een stad in Midden-Frankrijk en de hoofdstad (prefectuur) van het departement Cher. Het is ook de onderprefectuur van het arrondissement Bourges. De gemeente telde 64.238 inwoners op 1 januari 2022.
Bezienswaardig zijn de kathedraal van Bourges met unieke glasramen, en het paleis van Jacques Coeur.
De stad is de zetel van het aartsbisdom Bourges.

## Geschiedenis

### Oudheid
In de Halstatt-periode in de 5e en 4e eeuw v.Chr. was hier al een nederzetting bij de samenvloeiing van de Yèvre en de Auron. Er werden resten gevonden van verspreide houten gebouwen en amforen en keramiek die wijzen op handel met het Middellandse Zeegebied.
In de 2e eeuw v.Chr. had de Gallische stam van de Bituriges hier een oppidum. Dit lag op een hoogte achter de Auron en de moerassen van de Yèvre en werd verder beschermd door een 25 meter brede en 10 meter diepe gracht, een aarden wal en verschillende poorten. In de 1e eeuw v.Chr. was dit de belangrijkste plaats van de Bituriges Cubi. De nederzetting bestond uit houten gebouwen en er zijn bewijzen van bewerking van ijzer. Buiten de omwalling was er ook verspreide bebouwing over een gebied van bijna 100 ha. Langs de Auron lagen grafvelden.

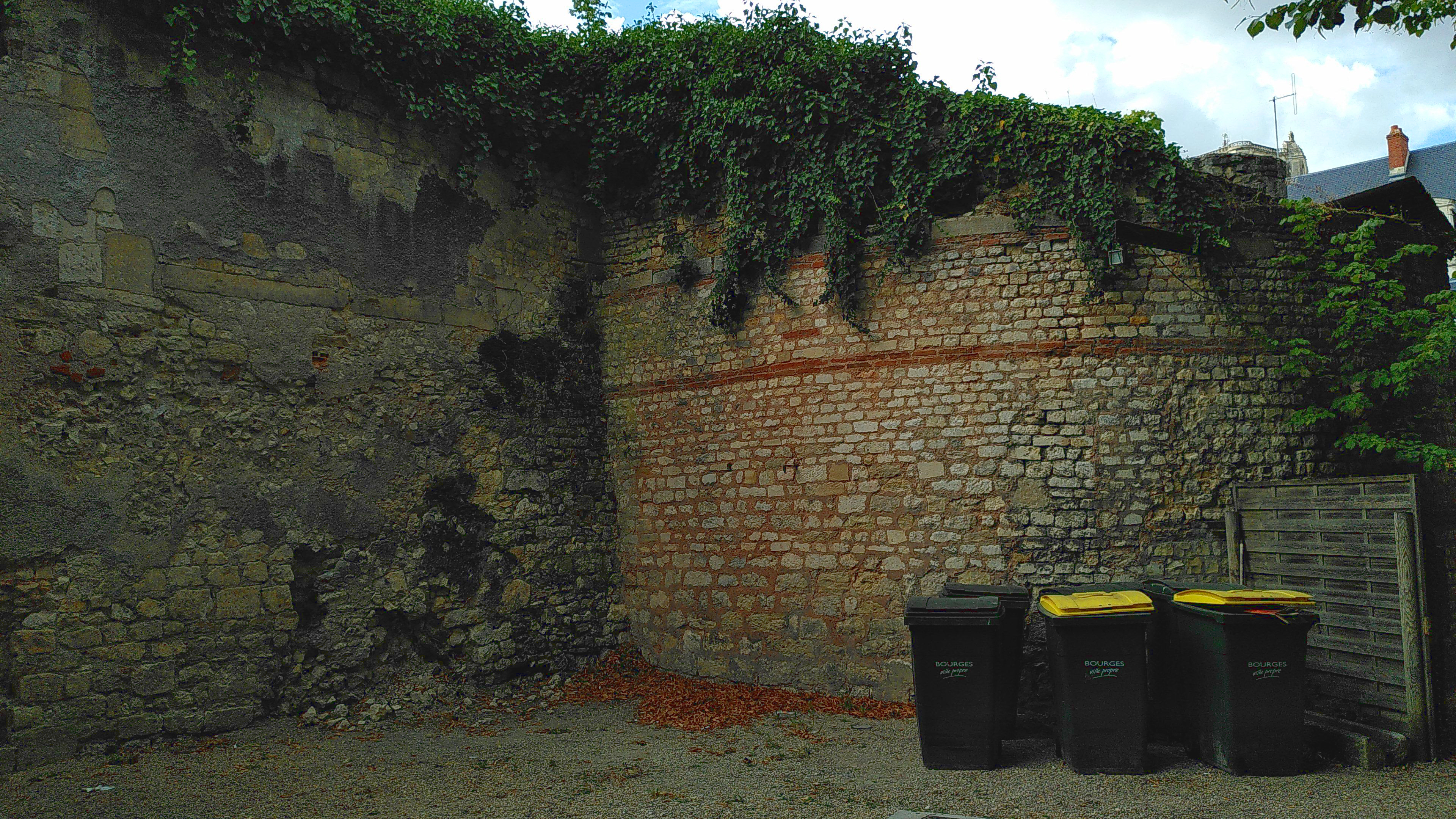
Resten van de Gallo-Romeinse stadsmuur

In de Gallo-Romeinse tijd heette de stad Avaricum. In 52 v.Chr. was de stad na een beleg in handen gevallen van de Romeinen (zie: Beleg van Avaricum). Het oude Gallische stratenplan werd aangehouden maar de bebouwing verdichtte zich en vanaf de 1e eeuw werden in het centrum allerlei openbare gebouwen opgericht. De stad kreeg thermen, twee monumentale poorten aan de ingangswegen, een amfitheater en grote tempel op het hoogste punt van de stad. Avaricum was een open stad die zich met de minder bebouwde buitenwijken uitstrekte over ongeveer 100 ha. In de 3e eeuw maakte keizer Diocletianus van Avaricum de hoofdstad van de provincie Aquitania Prima.
In de 4e eeuw verdwenen vele huizen en openbare gebouwen. De stad kreeg een verdedigingsmuur met vier poorten en een vijftigtal torens. De ommuurde stad lag op de hoogte van het eerdere Gallische oppidum en was ongeveer 25 ha groot.
Volgens Gregorius van Tours stichtte de Ursinus al in de 3e eeuw een kerk in Bourges. Zeker in de 5e eeuw was Bourges al een bisdom en de aartsbisschoppen van Bourges werden de primaten van Aquitanië.

### Middeleeuwen
Bourges was de hoofdplaats van de Franse provincie Berry. In 1100 verkocht burggraaf Eudes Arpin bij zijn vertrek op kruistocht Bourges aan de Franse koning Filips I. In 1137 werd Lodewijk VII gekroond in de kathedraal van Bourges. Tussen 1160 en 1190 kreeg Bourges een nieuwe stadsmuur. Deze was groter dan de oude Romeinse muur en omvatte ook delen van de benedenstad. Op de kwetsbare zuidelijke helft werd de Grosse Tour gebouwd. In de Engels-Franse Oorlog van het begin van de 13e eeuw lag het gebied in Berry rond Bourges als een Franse enclave in het gebied beheerst door de Plantagenets.

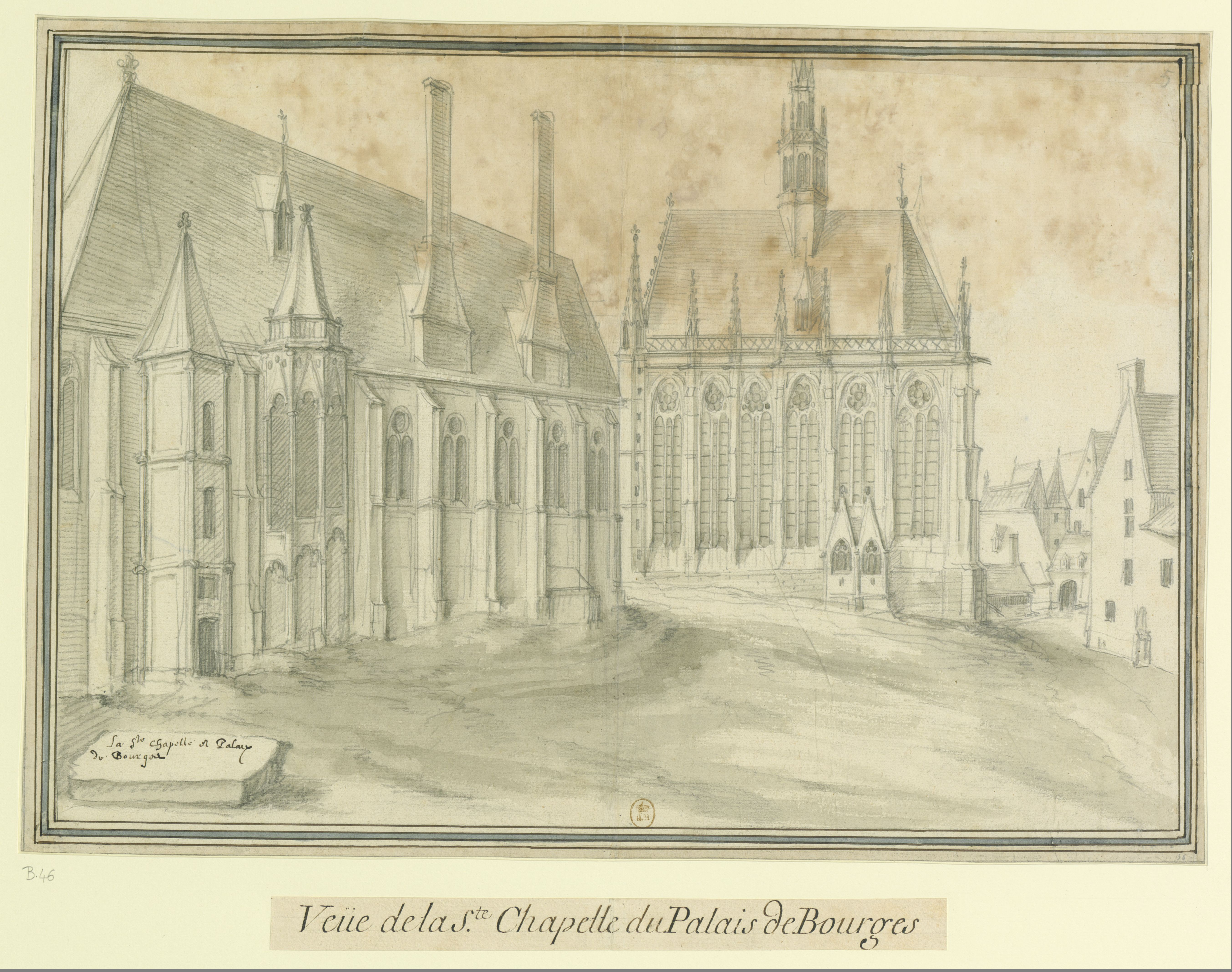
Sainte Chapelle, gebouwd door de broers Dammartin voor Jan van Berry

In 1195 werd onder aartsbisschop Henri de Sully begonnen met de bouw van een nieuwe, gotische kathedraal. Rond 1240 was de kathedraal grotendeels afgewerkt en errond verrees een stadskwartier met een klooster voor de kanunniken van de kathedraal en een bisschoppelijk paleis. Voor de groeiende bevolking werden nieuwe parochiekerken gebouwd en nieuwe kloosterorden (franciscanen, dominicanen, karmelieten) vestigden zich in de stad.
Door de stedelijke privileges bloeiden de markten en de ambachten van Bourges. Langsheen de Yévrette kwamen er watermolens, leerlooierijen en textielateliers. Jan van Berry maakte van Bourges zijn hoofdstad en door de broers Dammartin liet hij vanaf 1370 een hertogelijk paleis met kapel bouwen. Tijdens de Honderdjarige Oorlog maakte koning Karel VII van Bourges zijn uitvalsbasis voor de herovering van Frankrijk. Hij werd hierin gesteund door zijn financier Jacques Coeur, die geboren was in Bourges.
In 1487 telde de stad meer dan 15.000 inwoners. Ze werd bestuurd door vier schepenen, gekozen uit de stedelijke elite. Ze had twee jaarmarkten en een universiteit, gesticht onder koning Lodewijk XI. Op 22 juli van dat jaar werd de stad getroffen door een grote stadsbrand (grand feu de la Madeleine). Meer dan een derde van de stad, de dichtstbevolkte wijken waar de ambachtslieden woonden, gingen verloren in de vlammen. Dit betekende een economische ramp voor de stad. Toch werden de getroffen wijken relatief snel herbouwd met vakwerkhuizen volgens het oorspronkelijke stratenplan.

### Vroegmoderne tijd
De Universiteit van Bourges was in de 16e eeuw de wieg van het juridisch humanisme en werd een Europees centrum voor de studie van het Romeins Recht. Johan van Oldenbarnevelt (1547-1619) heeft hier enige tijd rechten gestudeerd. Ook Calvijn studeerde hier in 1531 en de universiteit was een wieg voor de reformatie in Bourges. In 1562 viel de stad in handen van de protestanten en een beeldenstorm brak los. Nadat de stad terug in katholieke handen was gevallen trok een deel van de protestantse gemeenschap weg, wat een grote aderlating betekende voor de economie. Bovendien werd de streek getroffen door de pest.
In 1616 werd Hendrik II van Bourbon-Condé gouverneur van Berry. Samen met de aartsbisschoppen zette hij zich in voor de contrareformatie. Kerken en kloosters werden hersteld en nieuwe kloosterorden werden uitgenodigd (miniemen, ursulinen, oratorianen). De jezuïeten openden een college, waar Lodewijk II van Bourbon-Condé, de Grote Condé, school liep. Hij werd een leider van de opstand van La Fronde. Na afloop hiervan werd de Grosse Tour, die als een dwangburcht boven de stad uitkeek, op bevel van de koning ontmanteld. Voortaan werd de stad bestuurd door koninklijke intendanten. Zij probeerden tevergeefs de economie aan te zwengelen en de industrie te ontwikkelen.

### Moderne tijd

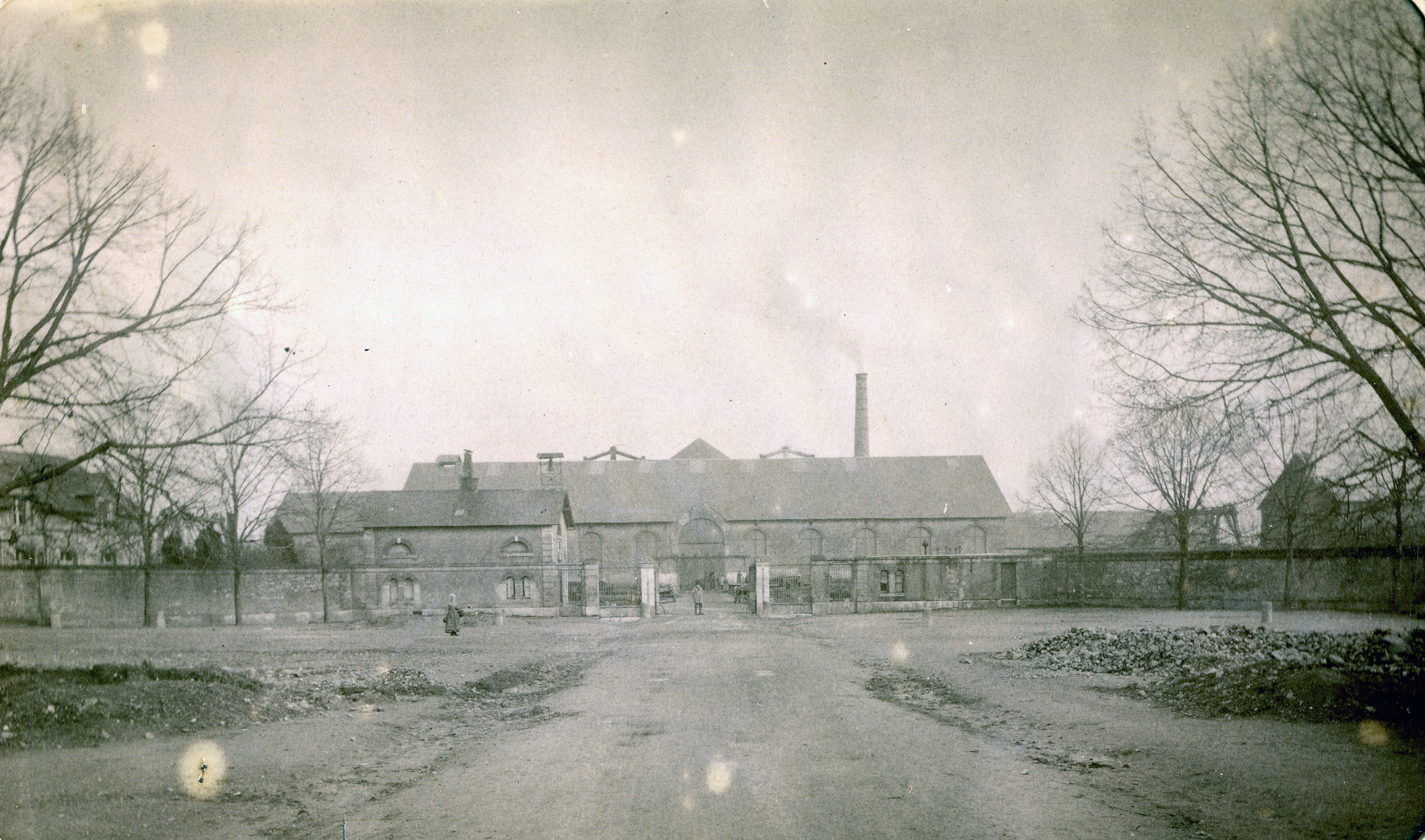
Fonderie de Mazières

In de vroege 19e eeuw was de economie vooral gebaseerd op de landbouw en de administratie. Bourges was een bestuurscentrum en ook het aartsbisdom werd hersteld. In de jaren 1830 opende een nieuwe graanhal en in het volgende decennium werd het Canal de Berry geopend. In 1851 werd het treinstation geopend in het noorden van de gemeente en errond groeide de wijk Taillegrain. In 1846 werd de fabriek Mazières geopend, die metalen constructies maakte voor de bouw. Errond verrees de arbeiderswijk Mazières. In de jaren 1860 werd Bourges uitgebouwd tot een militair-industrieel centrum. De stad was centraal gelegen, ver van mogelijke fronten en kreeg een gieterij waar kanonnen werden gemaakt, een arsenaal en een schietveld van 282 ha. 
In 1866 volgde een fusie met de gemeente Planchat. Op de plaats van de vroegere stadsmuren kwamen boulevards, de stad werd ontsloten met nieuwe wegen en de rue Napoléon III (nu boulevard de Strasbourg) werd door het oude centrum getrokken. Aan het einde van de 19e eeuw kwam er ook een tramnetwerk.
Tijdens de Eerste Wereldoorlog groeide de stad snel. De wapen- en munitiefabrieken van Bourges trokken massaal arbeiders aan, zelfs uit China en Afrika. Na de oorlog volgde een krimp en de stad probeerde nieuwe industrie aan te trekken. Er werden een vliegtuigfabriek (Hanriot, later Aérospatiale) en een vliegveld geopend. Er werden nieuwe arbeiderswijken gebouwd en er kwam een plan voor stadsverfraaiing.
Tijdens de Trente Glorieuses na de Tweede Wereldoorlog groeide de stad snel en er kwam hoogbouw in de wijken Avaricum, Chancellerie en Gibjoncs. Er kwam een fabriek van Michelin en de dienstensector ontwikkelde zich. Vanaf de jaren 1990 kreeg de defensie-industrie het moeilijk en volgden afdankingen. In 1977 werd een kunstmeer aangelegd in het zuiden van de gemeente met daarrond de wijk Val d'Auron en allerlei sportinfrastructuur. In 1989 werd in het westen de autosnelweg A71 geopend en daarrond werden bedrijvenparken aangelegd. Er kwam ook een ringweg rond een groot deel van de stad.

## Geografie
De oppervlakte van Bourges bedroeg op 1 januari 2022 68,74 vierkante kilometer; de bevolkingsdichtheid was toen 934,5 inwoners per km².
De Auron mondt uit in de Yèvre in Bourges.
De onderstaande kaart toont de ligging van Bourges met de belangrijkste infrastructuur en aangrenzende gemeenten.

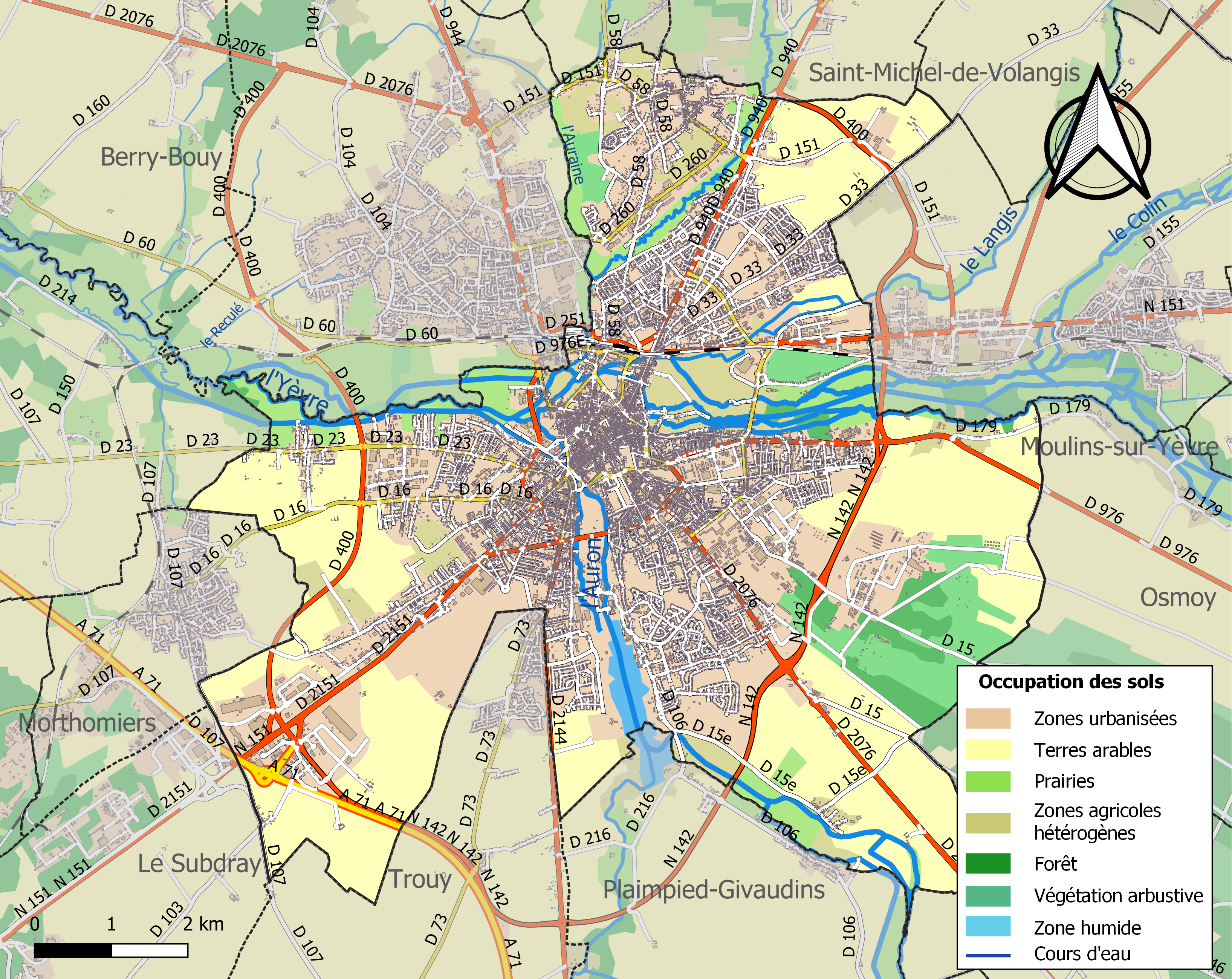

## Demografie
De inwoners van Bourges worden Berruyers (m) en Berruyères (v) genoemd, en dus niet Bourgeois.
In 1866 overschreed de gemeente de kaap van 30.000 inwoners. In 1901 telde Bourges 46.500 inwoners. In 1946 telde de stad 51.000 inwoners.
Verloop van het inwoneraantal van Bourges vanaf 1962.

## Verkeer en vervoer
In de gemeente ligt spoorwegstation Bourges.
De autosnelweg A71 loopt door de gemeente. Er is een ringweg rond de stad, behalve in het noorden.

## Bezienswaardigheden

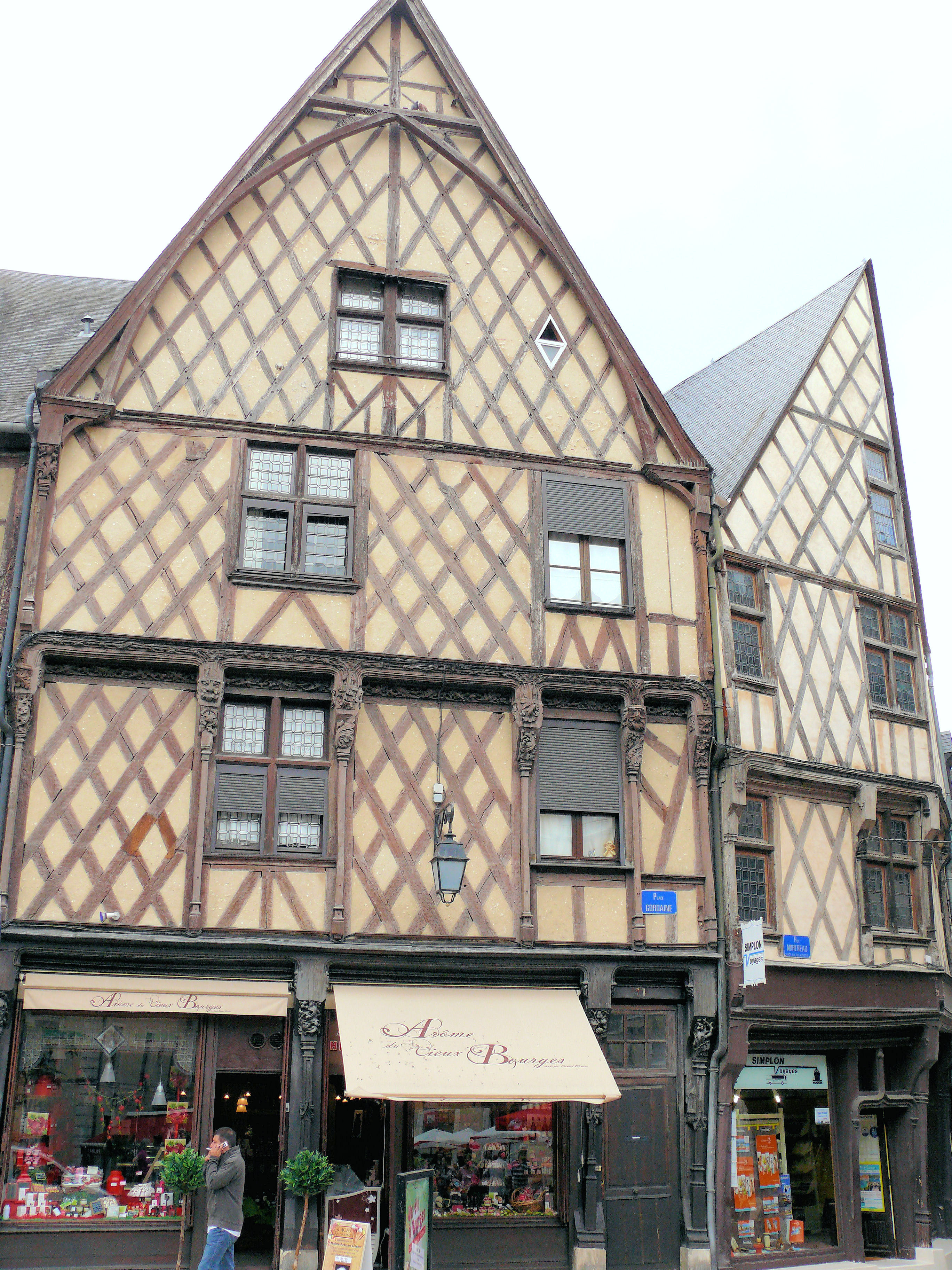
Maison des Raisins op de Place Gordane

Bourges heeft een goed bewaard historisch centrum, dat al in 1965 als geheel werd beschermd.
Van de Gallo-Romeinse stad zijn delen van de laatantieke stadsmuur bewaard gebleven. Delen van het Romeinse amfitheater waren nog tot in de 16e eeuw in gebruik voor voorstellingen, maar in de loop van de 17e eeuw verdwenen zij onder nieuwe bebouwing. Verdere kennis over Avaricum is afkomstig uit opgravingen. Romeinse grafstenen en andere archeologische vondsten worden bewaard in het Musée du Berry.
De belangrijkste monumenten uit de middeleeuwen zijn de gotische kathedraal Saint-Étienne en het paleis van Jacques Coeur. Verder zijn er ook de ongeveer 440 vakwerkhuizen van het einde van de 15e eeuw en het begin van de 16e eeuw, die werden gebouwd na de grote stadsbrand van 1487.

### Musea
- Muséum d'Histoire Naturelle, natuurhistorisch museum geopend aan het begin van de 20e eeuw en heropend in 1989
- Musée du Berry, archeologie- en kunstmuseum, gesloten in 2021
- Musée des arts décoratifs (Hôtel Lallemant), gesloten in 2023
- Musée Estève, gesloten in 2023
- Musée des meilleurs ouvriers de France, gesloten in 2023
- Musée de l’école, gesloten in 2023

### Afbeeldingen

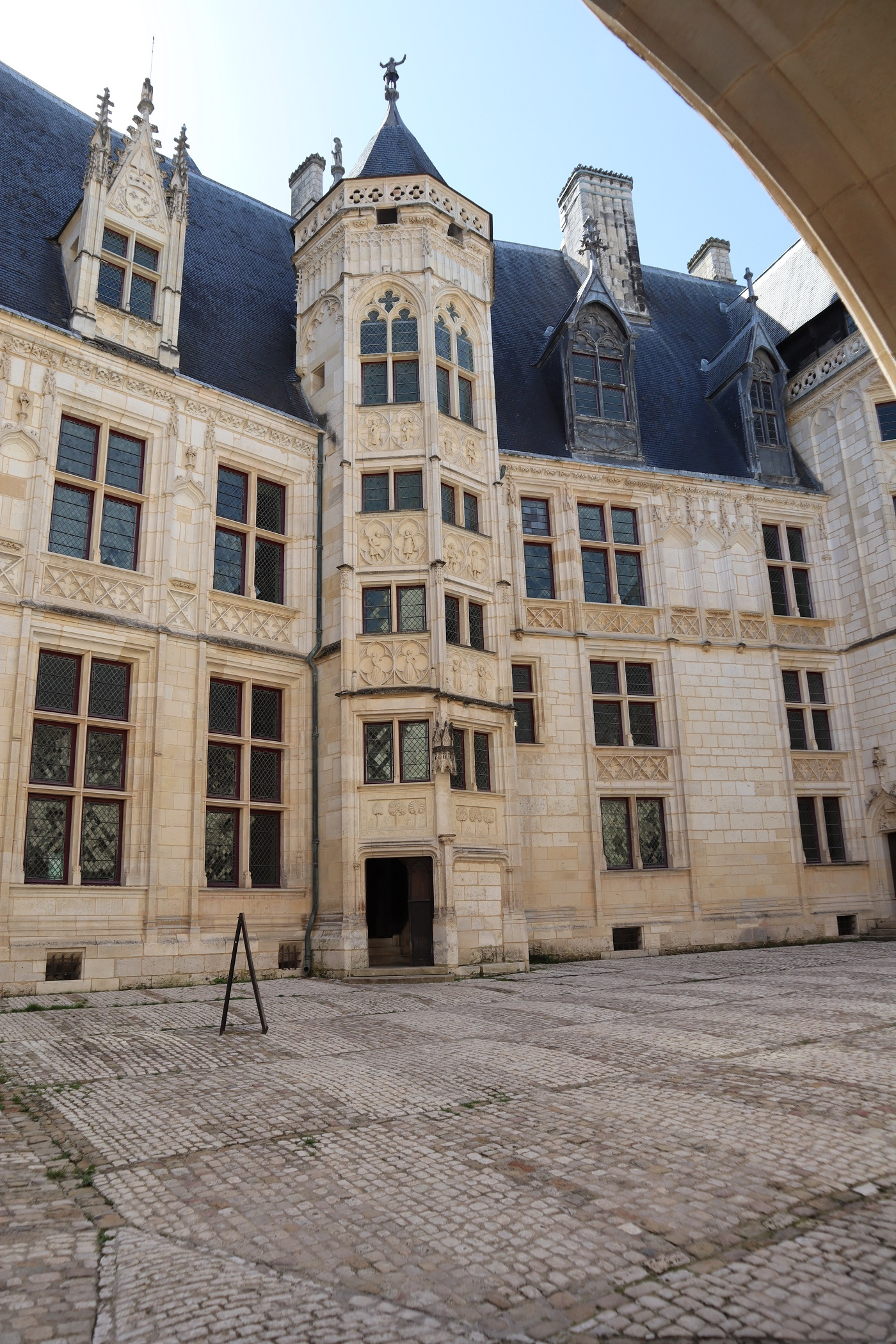
Paleis van Jacques Coeur
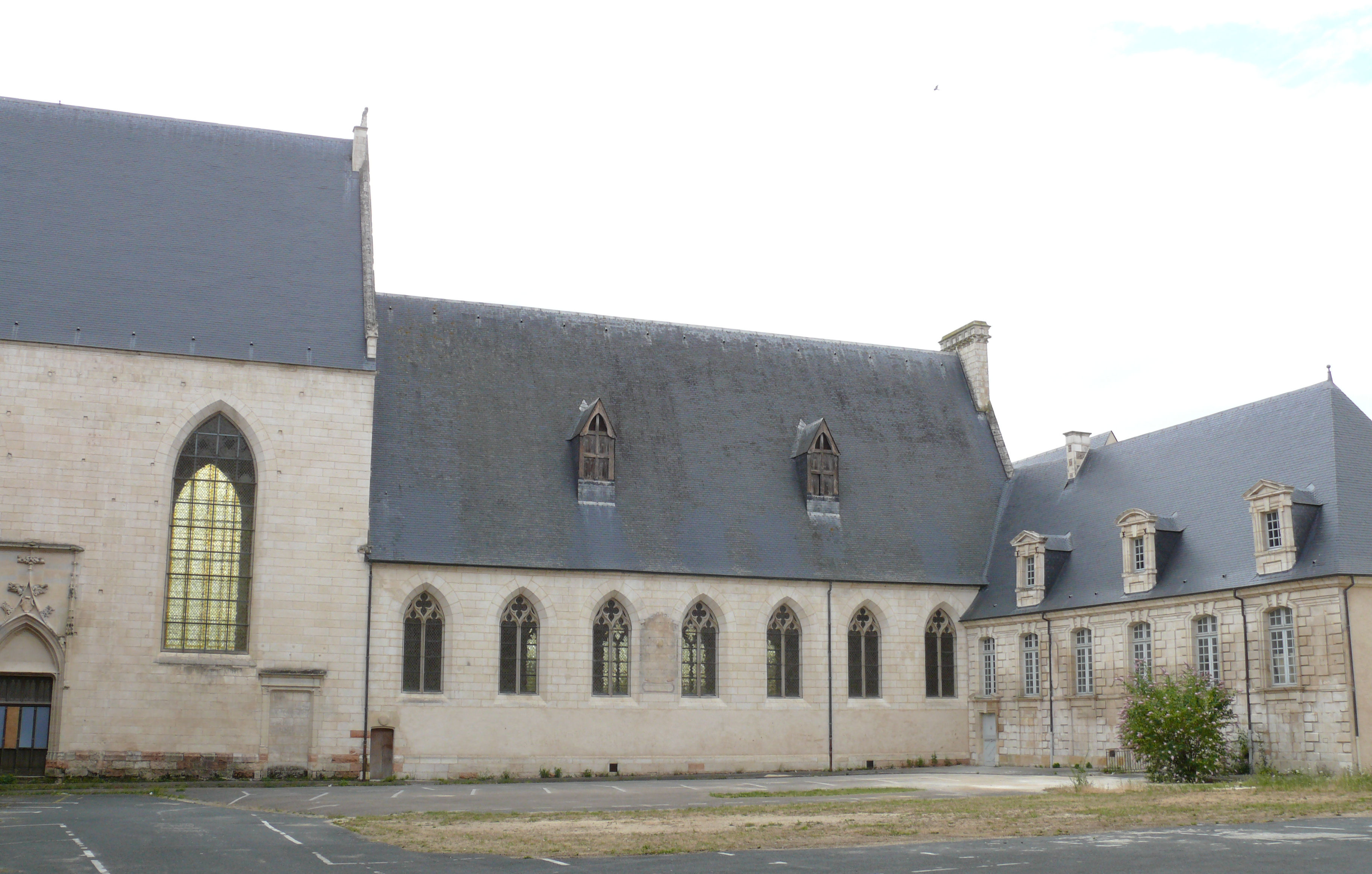
Hôtel-Dieu (16e-17e eeuw)
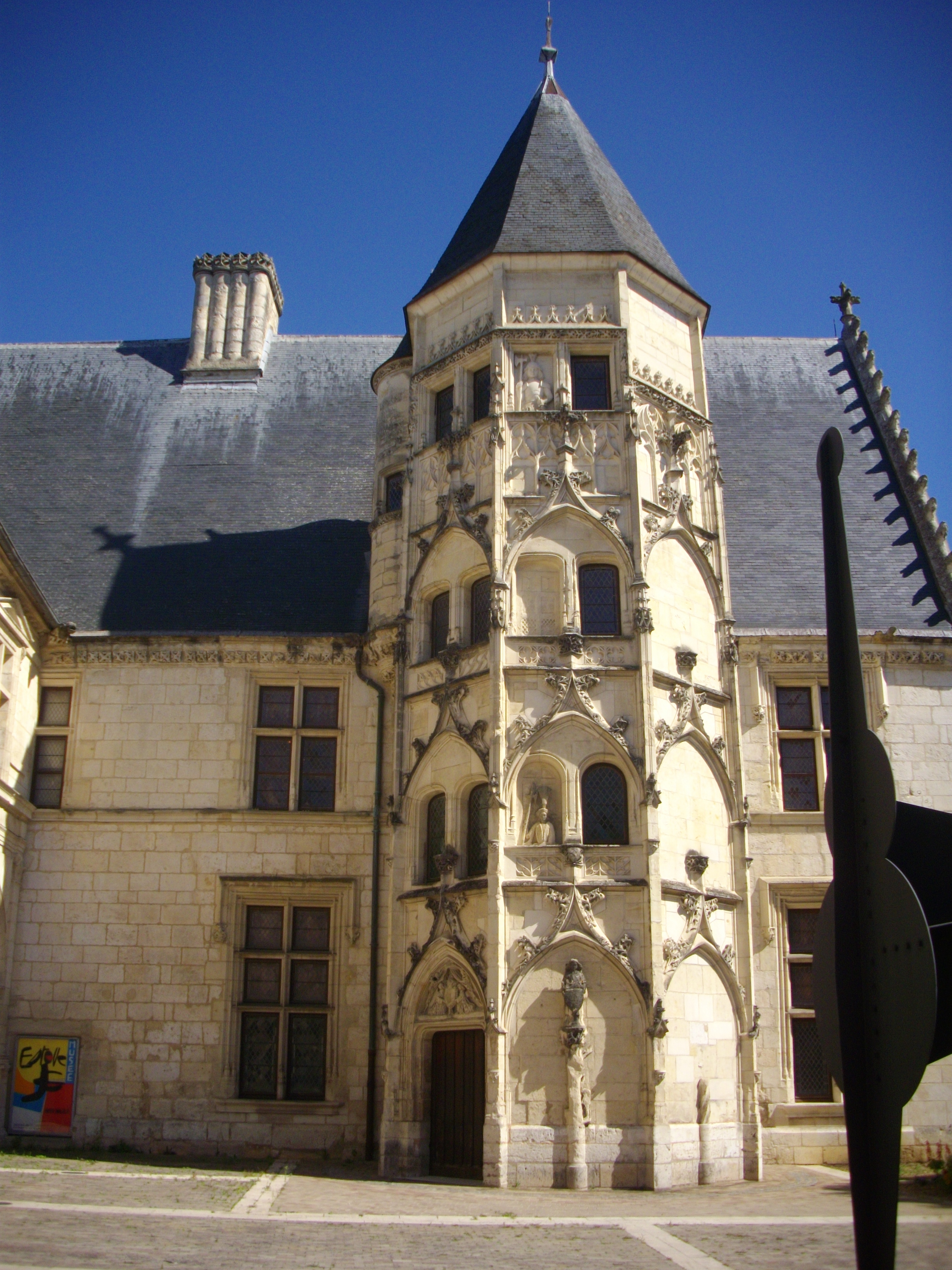
Hôtel des Échevins (15e eeuw)
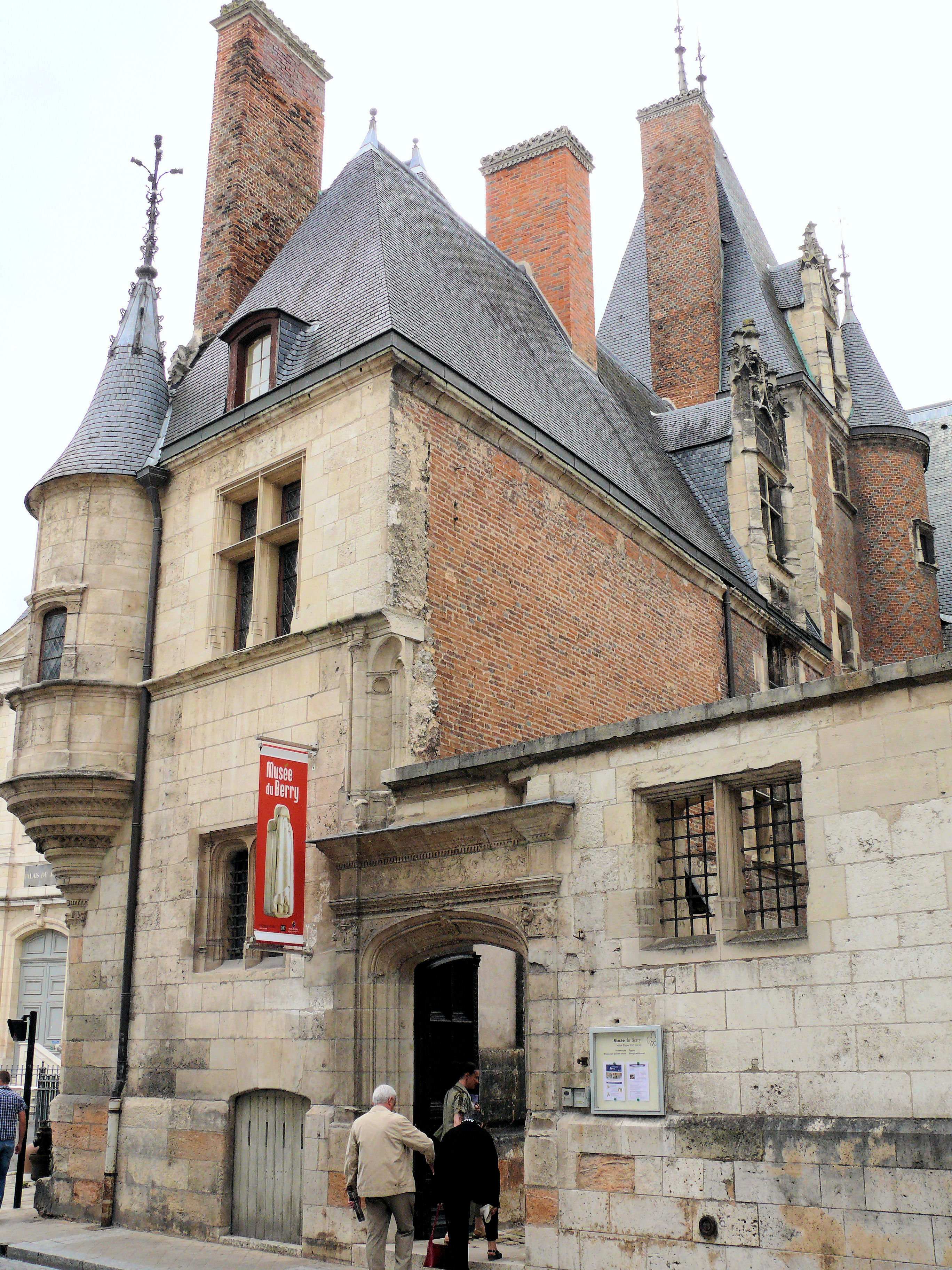
Hôtel Cujas (16e eeuw)
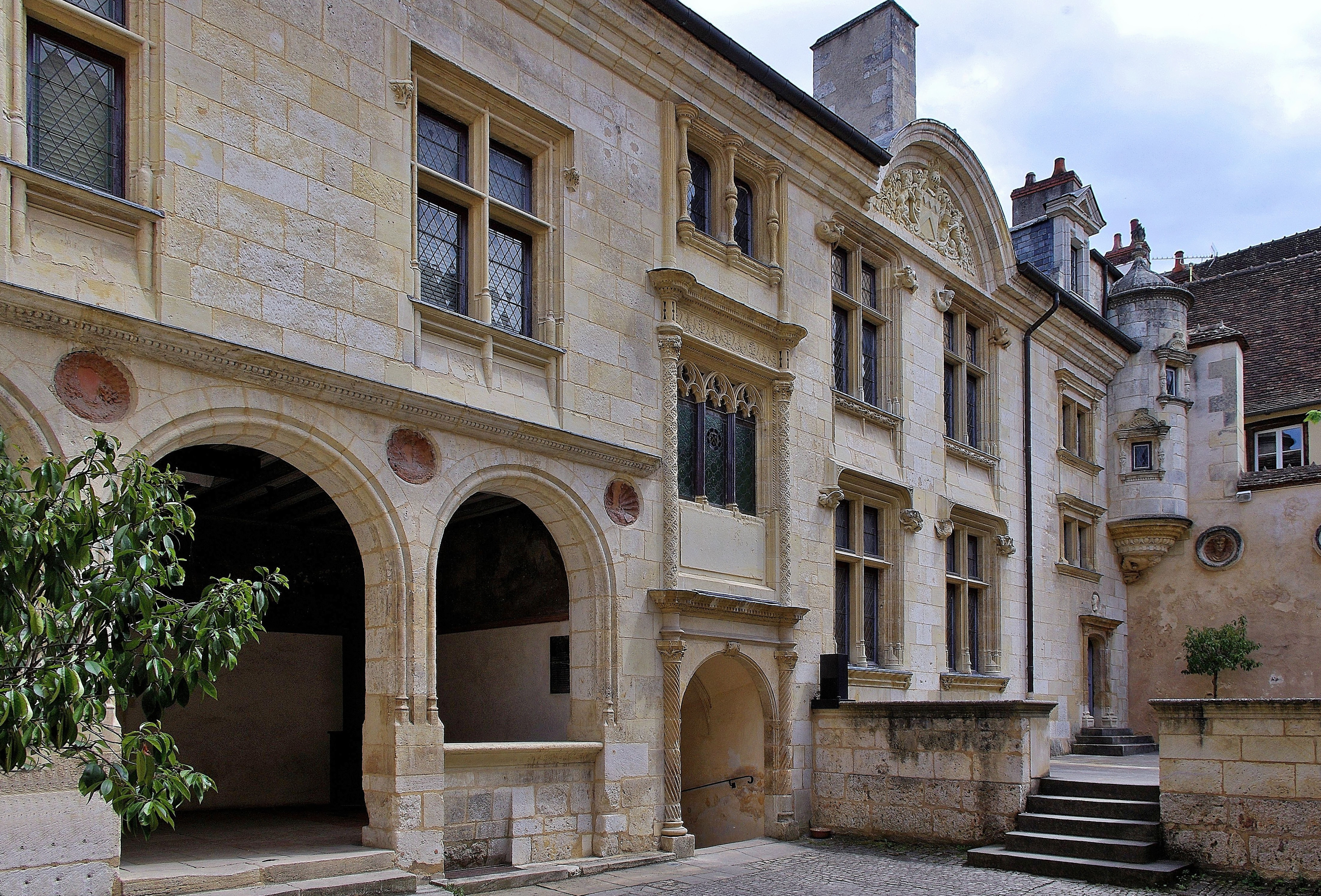
Hôtel Lallemant (16e eeuw)
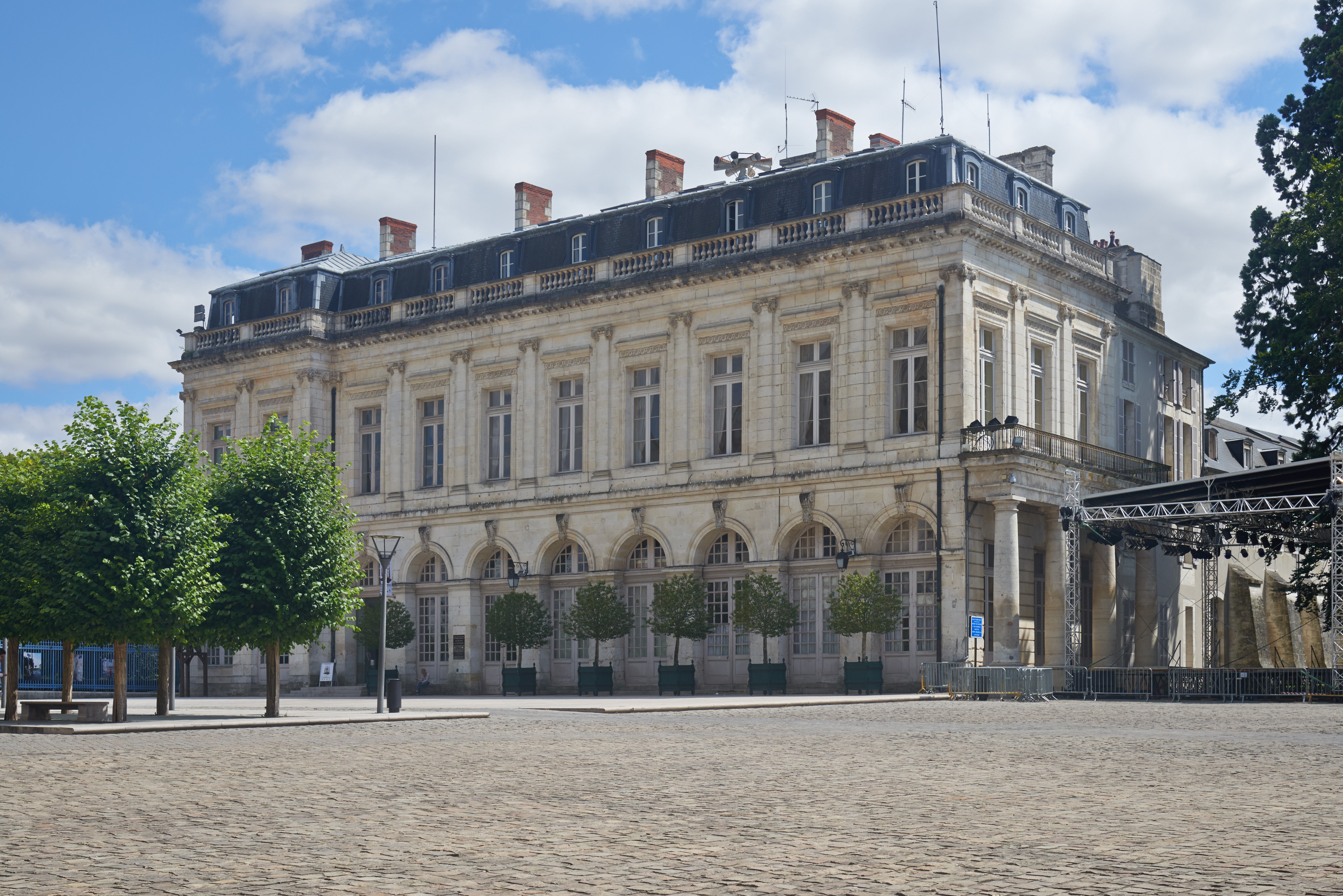
Voormalig aartsbisschoppelijk paleis (17e eeuw)
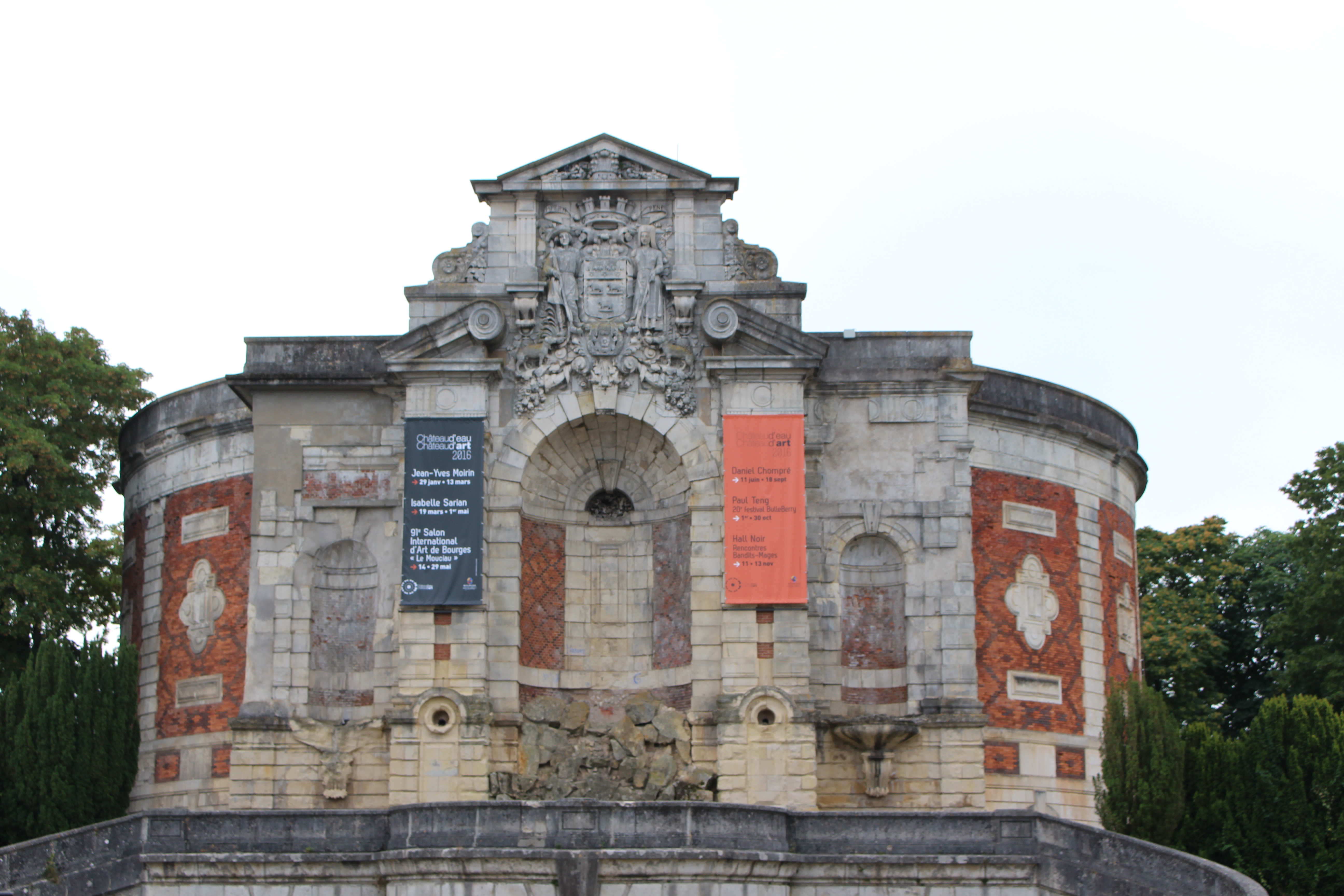
Château d'eau (1865-1867)
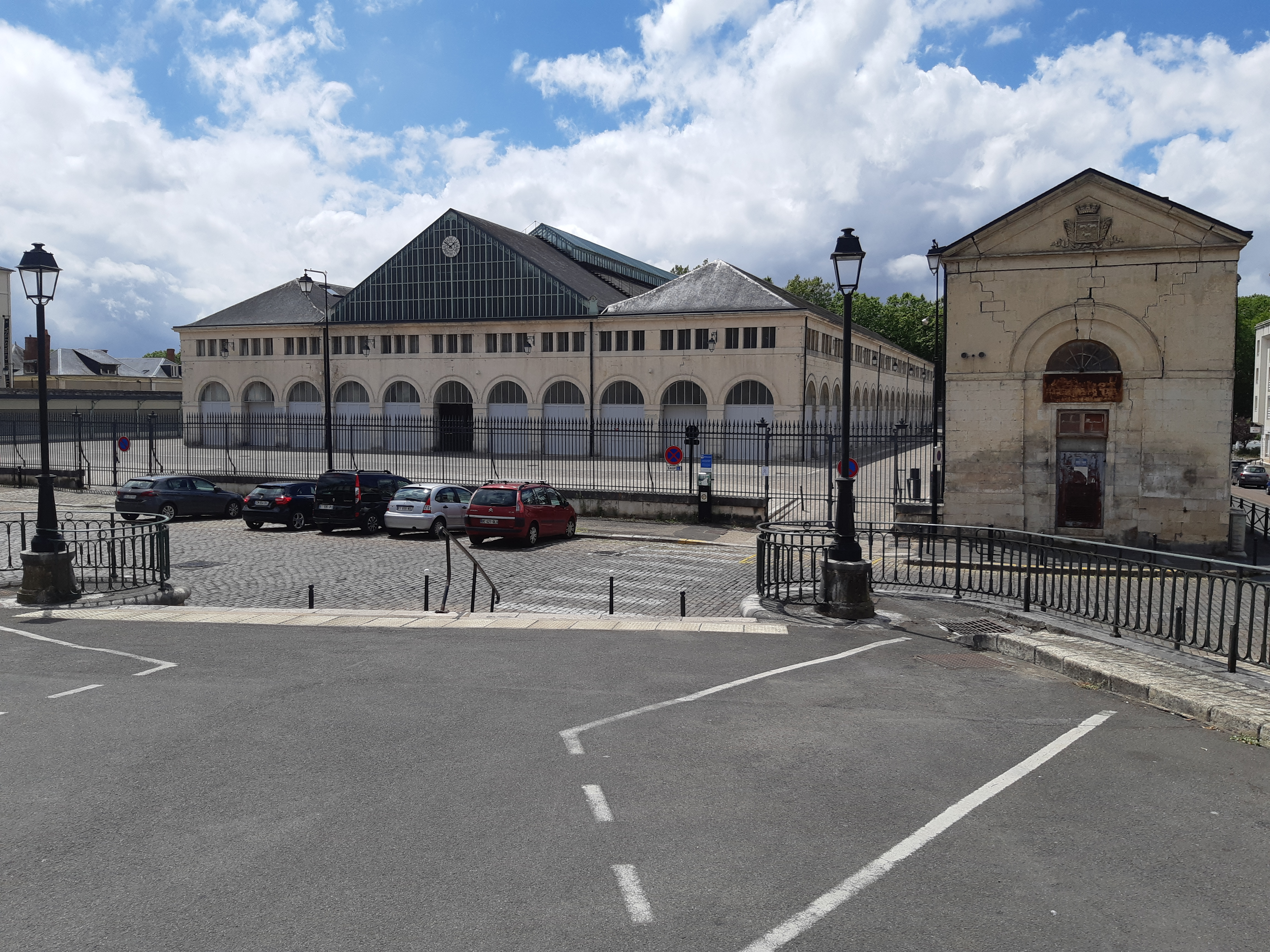
Halle au blé (1836)
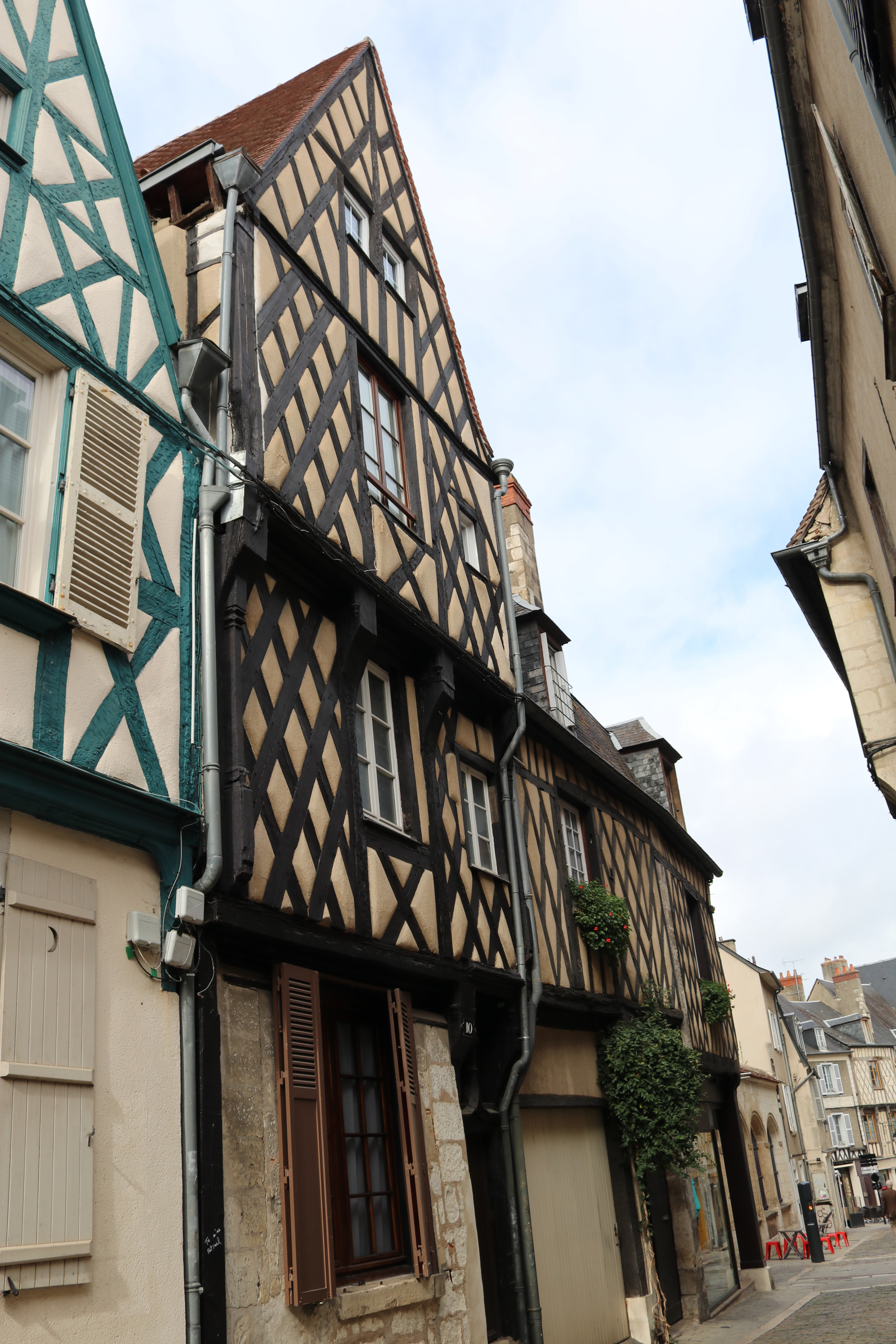
Vakwerkhuizen in de Rue Bourbonnoux

## Onderwijs

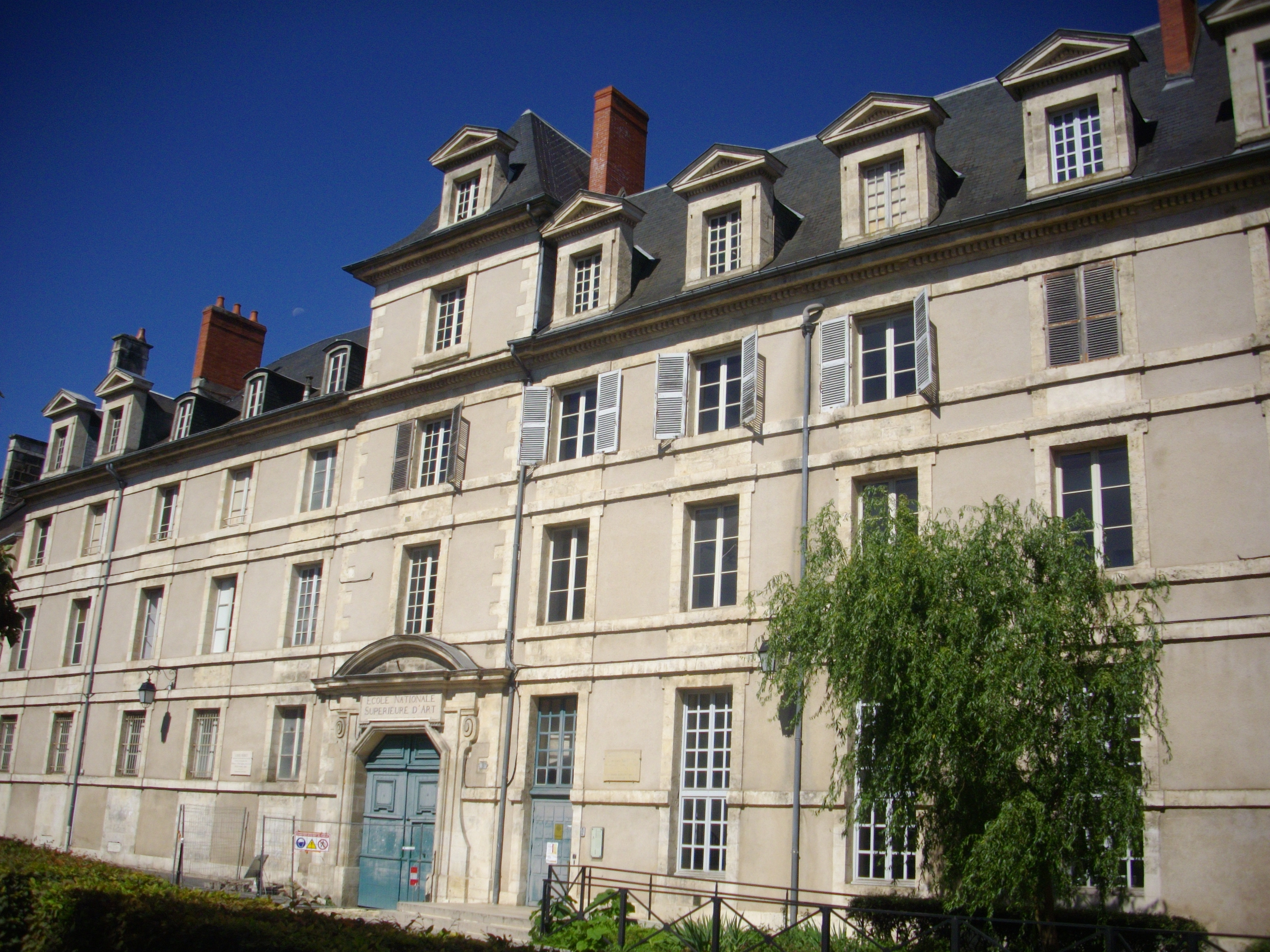
École Nationale supérieure d'Art in het voormalig jezuïetencollege

Bourges kent verschillende hogescholen en universitaire instellingen:
- École Nationale Supérieure d'Ingénieurs de Bourges
- École Nationale supérieure d'Art
- IUT de Bourges (1968), onderdeel van de universiteit van Orléans
- Facultés de Sciences et de Droit van de universiteit van Orléans

## Sport
De plaatselijke voetbalclub is Bourges 18.
Bourges is de finishplaats van de eendaagse wielerwedstrijd Parijs-Bourges.

## Zusterstad
- Koszalin (Polen)

## Bekende inwoners van Bourges

### Geboren
- Jacques Coeur (1400-1456), koopman, reder en koninklijk raadsman
- Lodewijk XI van Frankrijk (1423-1483), koning van Frankrijk
- Berthe Morisot (1841-1895), impressionistisch kunstschilderes en schildersmodel
- Gaëtan Gatian de Clérambault (1872-1934), psychiater
- Delphine Pelletier (1977), triatleet
- Mounir Soufiani (1981), Frans-Marokkaans voetballer

### Overleden
- Johanna van Frankrijk (1464-1505), eerste echtgenote van de latere koning Lodewijk XII van Frankrijk